# Goytacaz FC
Goytacaz FC is een Braziliaanse voetbalclub uit Campos dos Goytacazes in de staat Rio de Janeiro. Aartsrivaal van de club is stadsgenoot Americano.

## Geschiedenis
De club werd op 20 augustus 1912 opgericht door jongeren die aangesloten waren bij roeivereniging Clube de Natação e Regatas Campista. Omdat de club hen verbood een boot te gebruiken om over de Paraíba do Sul te varen verlieten ze de club en gingen voetballen in plaats van roeien. Vanaf 1914 tot 1977 speelde de club elk jaar om het stadskampioenschap, de club won het in totaal 20 keer. De club speelde ook in het Campeonato Fluminense, dat tot 1978 het staatskampioenschap was voor de staat Rio de Janeiro, de clubs uit de stad Rio de Janeiro speelden hier niet in. Na de fusie van de staat en de stad in 1975 volgden ook de competities in 1979. Goytacaz had de competitie zes keer gewonnen, maar in het Campeonato Carioca konden de clubs uit de staat nooit op tegen de clubs uit de grote stad. Goytacaz speelde met enkele onderbrekingen tot 1993 veertien seizoenen in de competitie. Van 2012 tot 2014 kwam de club drie keer op rij dicht bij een terugkeer naar de hoogste klasse, maar greep er telkens naast. In 2018 en 2019 nam de club deel aan de eerste fase van de eerste klasse, maar kon zich niet voor het hoofdtoernooi plaatsen. In 2020 werd de club slachtoffer van een competitiehervorming. Enkel de top 8 plaatste zich voor de tweede klasse van 2021 en daar eindigde de club in, maar ze kregen drie strafpunten voor het opstellen van een niet-speelgerechtigde speler, waardoor ze alsnog degradeerden. 

## Erelijst
Campeonato Fluminense
1955, 1963, 1966, 1967, 1978
Campeonato da Cidade de Campos
1914, 1920, 1926, 1932, 1933, 1940, 1941, 1942, 1943, 1945, 1948, 1951, 1953, 1955, 1957, 1959, 1960, 1963, 1966, 1977

## Bekende ex-spelers
- Amarildo